# Rina Bjarnason
Rina Bjarnason (født Eghøje 31. maj 1964 i København) er en tidligere dansk/australsk håndboldspiller som spillede på Australiens OL-landshold ved OL 2000 i Sydney. I 38-12 nederlaget til Danmark var hun Australiens bedste spiller. Hun har spillet for Slagelse inden hun i 1992 flyttede til Melbourne i Australien.